# 打ち掛け
打ち掛け（うちかけ）は、囲碁の競技において、試合を中断することである。
一般には二日制などの囲碁において、翌日に続きを打ち継ぐために中断することを言うが、打ち継がずに終了するにもかかわらず「打ち掛け」と呼ぶ場合も存在する。

## 打ち継ぐ場合
公式戦で二日制となる棋戦において、一日目の棋戦を中断することを言う。最後の一手は、通常封じ手として処理される。
また、公式戦でない一般の私戦において、時間の都合などで中断することをも指す。この場合は、必ずしも封じ手を行わず、単に打ち掛けた所から再開することもある。

## 打ち継がない場合
連碁などの縁起物として打たれる碁の場合、予め時間や手数を定めて置き、勝負をつけることなく途中終了することがある。これを「打ち掛け」と表現することがある。
指導碁において、白番（上手＝指導する側）が劣勢となり、指導碁として継続する意義が薄れたと上手が判断した時に途中終了を提案することを「打ち掛け」と表現する場合がある。
江戸時代以前の対局の棋譜において、「打ち掛け」と記述されているにもかかわらず打ち継がれた棋譜がなく、実質的に途中終了となっている棋譜が複数存在する。これは、前項の指導碁的性格を持ったものの他に、打ち手に身分や立場などの差があって勝負を明確にすることに差し障りがある場合に、大勢が見えた時点で「打ち掛け」という形を取ることで面目を保つ習慣があったと推測されている。